# Лицензионно споразумение с краен потребител
Лицензионното споразумение с краен потребител (на английски: End-user license agreement – EULA) е юридически договор, сключен между разработчика на софтуер и потребителя на софтуера, често, когато потребителят го е закупил от посредник като като търговец на дребно. EULA посочва подробно правата и ограниченията, които се прилагат за използването на софтуера. 
Много от договорите се съдържат само в цифрова форма и се представят на потребителя единствено под формата на кликване, което потребителят трябва да „приеме“. Тъй като потребителят може да не види споразумението, докато не е закупил софтуера и за това стандартните договори може да са такива.
Софтуерните компании често сключват специални споразумения с големи фирми и държавни институции, които включват договори за поддръжка и специално изготвени гаранции.
Някои лицензионни споразумения с крайни потребители включват shrink-wrapped софтуер, който се представя на потребителя, понякога на хартия или по-често по електронен път по време на инсталационната процедура. Потребителят има избор да приеме или отхвърли споразумението. Софтуерът може да бъде инсталиран, след като потребителят щракне върху бутон с надпис „Приемам“.
Много EULA ограничават до голяма степен отговорността. Най-често целта на EULA е да държи безвреден лицензодателя на софтуера в случай, че софтуерът причини повреда на компютъра или данните на потребителя, но някои софтуерни предложения имат ограничения относно това дали лицензодателят може да бъде отговорен за щети, които възникват при неправилно използване на софтуера (например неправилно използване на софтуер за подготовка на данъци и в резултат на това се налагат санкции). Един от случаите, потвърждаващ подобни ограничения на последващите щети, е MA Mortenson Co. v. Timberline Software Corp., et al.  Някои EULA също претендират за ограничаване на мястото и приложното право в случай на възникване на правен спор.
Някои притежатели на авторски права използват EULA в опит да заобиколят ограниченията, приложими от закона за авторското право (като ограниченията в раздели 107 – 122 от Закона за авторското право на Съединените щати), или да разширят обхвата на контрол върху произведението в области, за които защитата на авторските права се отказва от закона. Подобни EULA служат за постигане на контрол чрез договор върху въпроси, които не се контролират от закона за авторското право.  Този вид EULA съвпада с Управлението на цифровите права и двете могат да се използват като алтернативни методи за разширяване на контрола върху софтуера.
При подобни спорове в Съединените щати делата често се обжалват и различните апелативни съдилища понякога не са съгласни относно тези клаузи. Това дава възможност на Върховния съд на САЩ да се намеси, което обикновено се прави по ограничен и предпазлив начин, като се предоставят малко факти за случая или конкретния закон. 
Лицензионните споразумения с крайни потребители обикновено са дълги и са написани на точно определен юридически език, което затруднява обикновения потребител да даде информирано съгласие.  Ако компанията проектира лицензионното споразумение с крайния потребител по начин, който умишлено обезкуражава потребителите да ги четат и използва трудно разбираем език, много от тях може да не дадат информирано съгласие.

## Сравнение със свободния софтуер
Лицензът за свободен софтуер предоставя на потребителите правата да го използват за всякакви цели, да променят и разпространяват авторски произведения и софтуер, което е забранено по подразбиране при запазени авторски права и обикновено не се предоставя с несвободен софтуер. Тези лицензи обикновено включват отказ от гаранция, но тази функция не се отнася единствено за свободния софтуер.  Лицензите за Copyleft включват също специална разпоредба (key addition provision), която трябва да се спазва, за да се копира или променя софтуерът. Тази разпоредба изисква от потребителя да предостави изходен код за произведението и да разпространява неговите версии със същия лиценз (или понякога съвместим такъв); като по този начин ефективно предпазва производни произведения от загуба на оригиналите.
За разлика от EULA, лицензите на свободния софтуер не служат като договорно разширение на съществуващото законодателство. Никога не се постига споразумение между страните, тъй като лицензът за авторски права е просто декларация за разрешения за нещо, което в противен случай би било забранено по подразбиране съгласно закона за авторското право. 

## Лицензи shrink-wrap и click-wrap
Терминът shrink-wrap лиценз се отнася в разговорно отношение към всяко лицензионно споразумение за софтуер, което е включено в софтуерен пакет и не е достъпно за клиента преди покупката. Обикновено лицензионното споразумение се отпечатва на хартия, включена в пакетирания софтуер. Той може също да бъде представен на потребителя на екрана по време на инсталацията, като в този случай лицензът понякога се нарича click-wrap лиценз. Клиентът не може да прегледа лицензионното споразумение, преди да закупи софтуера и това е причината такива лицензи да са правно проблематични в някои случаи.
Дали shrink-wrap лицензите са правно обвързващи се различава в различните юрисдикции, въпреки че повечето юрисдикции държат такива лицензи да бъдат изпълними. По-конкретен въпрос е разликата в мненията между два американски съда по дело Klocek v. Gateway и Brower v. Шлюз . И двата случая включват документ за лиценз – shrink-wrap, предоставен от онлайн доставчика на компютърна система. Условията на shrink-wrap лицензът не са предоставени по време на покупката, а по-скоро са включени в изпратения вече продукт като печатен документ. Клиентът трябва да върне продукта в рамките на ограничен период от време ако не се съгласява с лиценза. В Броуър държавният апелативен съд на Ню Йорк постановява, че условията на документа за shrink-wrap лиценза са изпълними, тъй като съгласието на клиента е ясно от това, че не е върнал стоката в рамките на 30 дни, посочени в документа. Американският окръжен съд в Канзас в Клочек решава, че договорът за продажба е пълен към момента на сделката, а допълнително изпратените условия, се съдържат се в документ, подобен на този в Brower, не представляват договор, тъй като клиентът не се е съгласил с тях, когато е бил изпълнен договорът за продажба.
Освен това, в ProCD v. Zeidenberg, лицензът е изпълнен, тъй като е необходимо клиентът да се съгласи с условията на споразумението, като кликне върху бутон „Съгласен съм“, за да инсталира софтуера. В дело Specht v. Netscape Communications Corp., обаче, лицензополучателят е успял да изтегли и инсталира софтуера, без първо да се изисква да преглежда и да се съгласи с условията на споразумението, така че лицензът се счита за неизпълним.
Лицензионните споразумения click-wrap са свързани с договори, отнасящи се до уебсайтове (вижте iLan Systems, Inc. Netscout Service Level Corp.). Често срещан пример за това е, когато потребителят трябва да даде съгласието си с условията на даден уебсайт, като щракне върху „да“ в изскачащ прозорец, за да получи достъп до функциите на уебсайта. Следователно това е аналогично на shrink-wrap лицензите, при които купувачът се съгласява с лицензионните условия, като първо премахва обвивката на софтуерния пакет и след това използва самия софтуер. И при двата типа акцентът е върху действията на крайния потребител и става въпрос дали има изрично приемане на допълнителните лицензионни условия или не.

## Отговорност за продукта
При повечето лицензи за софтуер, които се продават на дребно, се отказва (доколкото местните закони позволяват) всякаква гаранция за работата на софтуера и ограничена отговорността за евентуални щети на покупната цена на софтуера. Един добре известен случай, който е пример за това, е Mortenson v. Timberline.

## Патент
В допълнение към доктрината за изчерпване, дистрибуторът може да включва лицензи за патент заедно със софтуер.

## Обратно инженерство
Формулярите често забраняват на потребителите да използват обратно инженерство. Това може също да затрудни разработването на софтуер на трети страни, който си взаимодейства с лицензионния софтуер, като по този начин увеличава стойността на решенията на издателя чрез ограничен избор на клиенти. В Съединените щати разпоредбите на EULA могат да възпрепятстват обратните инженерни права вж Bowers v. Baystate Technologies.
Някои лицензи  имат за цел да забранят правото на потребителя да публикува данни за работата на софтуера, но това все още не е обсъждано в съда.

## Приложение на EULA в Съединените щати
Приложението на EULA зависи от няколко фактора, един от тях е съдът, в който се гледа делото. Някои съдилища, които разглеждат валидността на shrink-wrap споразумения, са установили, че някои EULA са невалидни и са неприемливи съгласно UCC – вижте например Step-Saver Data Systems, Inc v. v. Wyse Technology,  Vault Corp. v. Куейд Софтуер ООД .  Други съдилища са определили, че лицензионното споразумение shrink-wrap е валидно и изпълнимо: вж. ProCD, Inc. v. Zeidenberg,  Microsoft v. Harmony Computers,  Novell v. Network Trade Center,  и Ariz. Cartridge Remanufacturers Ass'n v. Lexmark Int'l, Inc. . Нито един съд не се е произнесъл относно валидността на EULA като цяло; решенията са ограничени до конкретни разпоредби и условия.
7-ма верига и 8-ма верига участват в споразумението „лицензиран и не се продава“, докато повечето други вериги не. В допълнение, приложимостта на договорите зависи от това дали държавата е приела Закона за единните компютърни информационни трансакции (Uniform Computer Information Transactions Act – UCITA) или Anti-UCITA. В щатите на Anti-UCITA Единният търговски кодекс (Uniform Commercial Code – UCC) е изменен, за да определя конкретно софтуера като стока (като по този начин той попада в обхвата на UCC), или да забрани договори, които уточняват, че условията на договора са предмет на законите на държава, преминала UCITA.
Наскоро издателите започват да шифроват своите софтуерни пакети, за да направят невъзможно потребителят да инсталира софтуера, без да се съгласи с лицензионното споразумение или да наруши Закона за авторските права в цифровото хилядолетие (DMCA) и чуждестранни аналози . 
DMCA специално предвижда обратно инженерство на софтуер за целите на оперативната съвместимост, така че има някои противоречия относно това дали клаузите за лицензионни споразумения за софтуер, които ограничават това, са изпълними. Делото 8-ма верига на Davidson & Associates v. Jung  определя, че такива клаузи са изпълними, след решението на Федералната верига на Baystate v. Бауърс . 

## Критика
Джери Порнел пише през 1983 г. „Не съм виждал доказателства, които да доказват, че... Левитските споразумения – пълни с „не трябва да имаш нищо“ – оказват влияние върху пиратството “. Той дава пример за EULA, с който потребителят е невъзможно да се съобрази, заявявайки „Хайде, приятели. Никой не очаква тези споразумения да бъдат спазени". Отбелязвайки, че на практика много компании са по-щедри към своите клиенти, отколкото са изисквали техните EULA, Порнел се пита: „Защо тогава те настояват клиентите им да подписват„ споразумения“, които клиентът няма намерение да спазва и за които компанията знае, че няма да бъдат спазени? . . . Трябва ли да продължим да правим лицемери както издателите, така и клиентите?"
Една често срещана критика към лицензионните споразумения с крайни потребители е, че те често са твърде дълги, за да могат потребителите да отделят време за цялостното им прочитане. През март 2012 г. лицензионното споразумение с краен потребител на PayPal е с дължина 36 275 думи  а през май 2011 г. споразумението iTunes е с дължина 56 страници.  Новинарски източници, твърдят, че по-голямата част от потребителите не четат документите поради тяхната дължина.
Някои критици изтъкват скритите последици за поверителността на лицензионните споразумения с крайния потребител. Много от тях включват клаузи, които позволяват на компютъра или устройството да предоставят информация на трети страни редовно, без да уведомяват потребителя. 
Няколко компании пародират убеждението, че потребителите не четат лицензионните споразумения с крайния потребител, като добавят необичайни клаузи, знаейки, че малко потребители ще ги прочетат. Като шега за първи април Gamestation добавя клауза, в която се посочва, че потребителите, които са направили поръчка на 1 април 2010 г., са се съгласили безвъзвратно да отдадат душата си на компанията, на което 7500 потребители са се съгласили. Въпреки че има отметка за освобождаване от клаузата „безсмъртна душа“, малко потребители я проверяват и по този начин Gamestation стига до заключението, че 88% от техните потребители не са прочели споразумението.  Програмата PC Pitstop включва клауза в лицензионното споразумение с крайния потребител, в която се посочва, че всеки, който прочете клаузата и се свърже с компанията, ще получи парична награда, но отнема четири месеца и над 3000 изтегляния на софтуер, преди някой да я получи.  По време на инсталирането на версия 4 на Advanced Query Tool инсталационната програма измерва изминалото време между появата и приемането на лицензионните споразумения с крайния потребител, за да изчисли средната скорост на четене. Ако споразуменията са приети достатъчно бързо, диалогов прозорец „поздравява“ потребителите с тяхната абсурдно висока скорост на четене от няколкостотин думи в секунда.  South Park пародира това в епизода „HumancentiPad“, където Кайл е пропуснал да прочете условията за последната актуализация на iTunes и поради това неволно се съгласи служителите на Apple да експериментират с него. 
Лицензионните споразумения с крайни потребители също са критикувани, че съдържат условия, които налагат обременителни задължения на потребителите. Например, Clickwrapped, услуга, която оценява потребителските компании според това колко добре зачитат правата на потребителите, съобщава, че те все повече включват условия, който пречат на потребителя да съди компанията в съда. 
В статия от 2019 г., публикувана от Кевин Литман-Наваро за The New York Times, озаглавена „Прочетохме 150 политики за поверителност“ се казва, че те са неразбираемо бедствие.  Анализирани са 150 правила от популярни сайтове като Facebook, AirBNB и други. В резултат, например, по-голямата част от лицензите изискват висше образование: "за да бъдат успешни в колежа, хората трябва да разбират текстове с оценка 1300. Хората с професии като лекари и адвокати трябва да могат да разберат материали с резултати от 1440, докато деветокласници трябва да разбират текстове с оценка над 1050, за да са в готовност за колеж или кариера до момента, в който завършат.

## Външни връзки
- Достъпен редакционен материал за изпълнението на различни лицензи от типа EULA в САЩ от 2002 г.

|  | Тази страница частично или изцяло представлява превод на страницата End-user license agreement в Уикипедия на английски. Оригиналният текст, както и този превод, са защитени от Лиценза „Криейтив Комънс – Признание – Споделяне на споделеното“, а за съдържание, създадено преди юни 2009 година – от Лиценза за свободна документация на ГНУ. Прегледайте историята на редакциите на оригиналната страница, както и на преводната страница, за да видите списъка на съавторите. ВАЖНО: Този шаблон се отнася единствено до авторските права върху съдържанието на статията. Добавянето му не отменя изискването да се посочват конкретни източници на твърденията, които да бъдат благонадеждни. |